# Marcus Hoffmann (Fußballspieler)
Marcus Hoffmann (* 12. Oktober 1987 in Nauen) ist ein deutscher Fußballspieler.

## Karriere
Hoffmann begann beim VfL Nauen mit dem Fußballspielen, bevor er 2002 in die Jugendabteilung von Energie Cottbus aufgenommen wurde. Dort spielte er in der B- und A-Jugend sowie im U-23-Team. Zur Saison 2007/08 wechselte Hoffmann zum FC Carl Zeiss Jena, wo er jedoch lediglich in der zweiten Mannschaft zum Einsatz kam und nach nur einem Jahr zum VFC Plauen ging. Dort absolvierte er 61 Regionalligaspiele, in denen er zwei Tore erzielen konnte. Im Sommer 2010 wechselte Hoffmann zum SV Babelsberg 03 in die 3. Liga und war dort nach Meinung des Kicker-Sportmagazins in der Hinrunde neben Deniz Dogan einer von zwei „herausragenden“ Innenverteidigern in der 3. Liga. Den Großteil der anschließenden Rückrunde verpasste Hoffmann wegen eines Mittelfußbruchs.
Bereits nach einer Saison verließ er die in finanzielle Schwierigkeiten geratenen Babelsberger wieder und wechselte zum Regionalligisten RB Leipzig. Dort unterschrieb er einen Dreijahresvertrag bis zum 30. Juni 2014. Mit Leipzig stieg er in der Saison 2012/13 in die 3. Liga auf. Nach einer schweren Verletzung am Mittelfuß löste Hoffmann am 21. August 2013 seinen Vertrag mit dem Verein auf. Für die Leipziger köpfte er sein einziges Tor beim 3:2-Sieg gegen Halberstadt am 26. November 2011. Im Januar 2014 wechselte Hoffmann  in die Regionalliga West zu Alemannia Aachen.
Zur Spielzeit 2015/16 wechselt Hoffmann in die 3. Liga zu Hansa Rostock. Nach zwei Jahren an Bord der Kogge, 61 Pflichtspielen und zusammen fünf Toren für Hansa endete die Zusammenarbeit in Rostock zum Ende der Saison 2016/17. Nach einem halben Jahr Vereinslosigkeit unterschrieb Hoffmann im Januar 2018 einen Vertrag bis zum Saisonende beim Drittligisten Chemnitzer FC. Sein Debüt für die Chemnitzer gab er am 23. Spieltag beim Heimspiel gegen FC Carl Zeiss Jena (1:0). Eine Schulterverletzung zwang ihn ab März 2018 zu einer längeren Spielpause.
Mit dieser Verletzung fiel Hoffmann insgesamt 151 Tage aus, also insgesamt bis in den Juli 2018. Während der Sommerpause 2018 schloss er sich in der Regionalliga Nordost dem FC Viktoria 1889 Berlin an. Gleich in seiner ersten Spielzeit (2018/19) gewann er mit dem Club den Berliner Landespokal. Durch den Pokalsieg nahm er mit der Viktoria am DFB-Pokal 2019/20 teil. Bei der 0:1-Niederlage gegen Arminia Bielefeld, stand er über 90. Minuten als Kapitän auf dem Platz. Nach der Spielzeit 2019/20, verließ er dann Viktoria Berlin.
Im Sommer 2020 kehrte er zum SV Babelsberg 03 zurück, wo er bereits von 2010 bis 2011 aktiv war. Im Mai 2021 gewann er mit dem Verein den Brandenburgischen Landespokal. Nach der Saison 2022/23 beendete Marcus Hoffmann seine Karriere.

## Erfolge
- Landespokalsieger Mecklenburg-Vorpommern 2015/16 und 2016/17 (mit dem F.C. Hansa Rostock)
- Landespokalsieger Berlin 2018/19 (mit dem FC Viktoria 1889 Berlin)
- Landespokalsieger Brandenburg 2020/21 (mit dem SV Babelsberg 03)